# Первое правительство Эррио
Первое правительство Эррио́ — кабинет министров, правивший Францией 300 дней с 14 июня 1924 года по 10 апреля 1925 года, в период Третьей французской республики, в следующем составе:
- Эдуар Эррио — председатель Совета министров и министр иностранных дел;
- Шарль Нолле — военный министр;
- Камиль Шотан — министр внутренних дел;
- Этьен Клементель — министр финансов;
- Жюстен Годар — министр труда, гигиены, благотворительности и условий социального обеспечения;
- Рене Рено — министр юстиции;
- Жак-Луи Дюменель — морской министр;
- Франсуа Альбер — министр общественного развития и искусств;
- Эдуар Амеде Бовье-Лапьер — министр пенсий;
- Анри Кей — министр сельского хозяйства;
- Эдуар Даладье — министр колоний;
- Виктор Пейтраль — министр общественных работ;
- Эжен Рейнальди — министр торговли и промышленности;
- Виктор Дальбье — министр освобожденных областей;

Изменения
- 3 апреля 1925 — Анатоль де Монзи наследует Клементелю как министр финансов.